# ミスブゼン
ミスブゼン（欧字名:Miss Buzen、1952年9月5日 - 1970年2月15日）は、ニュージーランド生産・日本調教の競走馬、繁殖牝馬。主な勝ち鞍は1955年の京都牝馬特別。

## 経歴
1950年代にオーストラリア・ニュージーランドから日本へ輸入された、いわゆる豪サラの1頭。1955年にデビューを飾り、京都牝馬特別競走を優勝。翌1956年からは障害競走にも挑戦し、1957年をもって引退した。通算成績は56戦17勝（うち障害戦20戦5勝）。
引退後は繁殖牝馬となり、生涯で11頭を出産。1969年には2番仔ハマトヨの産駒マウントブゼンが中山大障害（秋）を制覇した。1970年2月15日、最後の産駒であるアズサトヨを出産した直後に死亡した。
牝系は主に6番仔ゲランから広がっており、1988年にはゲランの孫のコスモドリームが優駿牝馬を制し、一族初のクラシック優勝を達成。その後もラッキーゲラン、ウインブライト、サトノレーヴといったGI馬が出ている。

## 産駒一覧
- 妙豊（牝 1959年生 父ブツフラー）：15戦2勝[4]
- ハマトヨ（牝 1960年生 父ライジングフレーム）：18戦2勝[5]
- ブゼンミドリ / キンホウ（牡 1961年 父トサミドリ）：1966年農林大臣賞典優勝[6]
- ゴールデンリズ（牝 1962年生 父トサミドリ）：54戦3勝[7]
- スズノオーザ（牡 1963年生 父テイエポロ）：13戦1勝[8]
- ゲラン（牝 1964年生 父ソロナウェー）：7戦2勝[9]
- トキノイロハ（牡 1965年生 父ハクリヨウ）：18戦0勝[10]
- キョウホウ / ダークジエツト（牡 1966年生 父エイトラツクス）：26戦3勝、1968年小倉3歳ステークス優勝[11]
- カネハタ（牝 1967年生 父エイトラツクス）：15戦2勝[12]
- カワノヒカリ（牡 1969年生 父ネヴァービート）：33戦2勝[13]
- アズサトヨ（牝 1970年生 父エタン）：不出走[14]

## 主なファミリーライン
太字はGI級競走
- *ミスブゼン 1952
  - ハマトヨ 1960
    - マウントブゼン 1965（中山大障害（秋））
      - ヤマトアンサー 1980
        - サンマルアンサー 2001（道営記念など地方重賞3勝）

    - ハマホウシュウ 1968
      - ブゼンフラワー 1973
        - ナンプウローズ 1978
          - ニホンカイスバル 1988（福山クイーンカップ）

  - ブゼンミドリ 1961（農林大臣賞典）
  - ゴールデンリズ 1962
    - エゾミドリ 1974
      - タマモベイジュ 1986（すみれ賞）
      - エレガントローザ 1987
        - マイネスプレンダー 1999
          - ドリームクラフト 2006（トウケイニセイ記念など地方重賞4勝）

      - ヤシマソブリン 1991（ラジオたんぱ賞）
      - ローザンヌシチー 1995
        - カネショウマリノス 2003（鎌倉記念）

  - ゲラン 1964
    - スイートゲラン 1971
      - プリティゲラン 1979
        - ラッキーゲラン 1986（阪神3歳ステークスなど重賞3勝）
        - サーパスゲラン 1988
          - サーパスジル 1994
            - ザオリンポスマン 2001（吉野ヶ里記念）

        - ラヴリーエリ 1996
          - インマイラヴ 2001
            - ヤマショウブラック 2016（不来方賞など地方重賞4勝）

    - シルクスキー 1976（京都大賞典ほか）
    - スイートロマン 1977
      - スイートリヴリア 1994
        - スノークラッシャー 2005（メトロポリタンステークス）

    - スイートドリーム 1979
      - コスモドリーム 1985（優駿牝馬）

    - カスタネット 1980
      - オースミシャダイ 1986（日経賞、阪神大賞典）
      - タカラヴィレッジ 1991
        - タカラファイヤ 1997（黒潮盃）

    - ミスゲラン 1981
      - ヤマフリアル 1986（2着・エリザベス女王杯）
      - モガミゲラン 1988
        - メガミゲラン 1992
          - チリエージェ 2001
            - ハクサンムーン 2009（セントウルステークスなど重賞3勝）
            - Warring States 2014（バーヴァリアンクラシック<独G3>）
            - サトノレーヴ 2019（高松宮記念など重賞3勝）

      - オールフォーゲラン 1993
        - サマーエタニティ 2005
          - ウインブライト 2014（香港カップ、クイーンエリザベス2世カップなど重賞7勝）
          - ウインエクレール 2019（スイートピーステークス）

  - キョウホウ 1966（小倉3歳ステークス）

牝系図の出典：牝系検索α

## 血統表
| ミスブゼンの血統           | ミスブゼンの血統                  | ミスブゼンの血統                  | （血統表の出典）                  | （血統表の出典）  |
| 父系                       | ハリーオン系                      | ハリーオン系                      | ハリーオン系                      | [ § 2 ]           |
| 父 Summertime 黒鹿毛 1946  | 父の父Precipitation 栗毛 1933     | Hurry On                          | Marcovil                          | Marcovil          |
| 父 Summertime 黒鹿毛 1946  | 父の父Precipitation 栗毛 1933     | Hurry On                          | Tout Suite                        |                   |
| 父 Summertime 黒鹿毛 1946  | 父の父Precipitation 栗毛 1933     | Double Life                       | Bachelor's Double                 | Bachelor's Double |
| 父 Summertime 黒鹿毛 1946  | 父の父Precipitation 栗毛 1933     | Double Life                       | Saint Joan                        |                   |
| 父 Summertime 黒鹿毛 1946  | 父の母Great Truth 鹿毛 1937       | Bahram                            | Blandford                         | Blandford         |
| 父 Summertime 黒鹿毛 1946  | 父の母Great Truth 鹿毛 1937       | Bahram                            | Friar's Daughter                  |                   |
| 父 Summertime 黒鹿毛 1946  | 父の母Great Truth 鹿毛 1937       | Frankly                           | Franklin                          | Franklin          |
| 父 Summertime 黒鹿毛 1946  | 父の母Great Truth 鹿毛 1937       | Frankly                           | Malva                             |                   |
| 母 Imperial Gold 栗毛 1945 | 母の父Ninth Duke 1933             | Blandford                         | Swynford                          | Swynford          |
| 母 Imperial Gold 栗毛 1945 | 母の父Ninth Duke 1933             | Blandford                         | Blanche                           |                   |
| 母 Imperial Gold 栗毛 1945 | 母の父Ninth Duke 1933             | Goddess of Mirth                  | Black Jester                      | Black Jester      |
| 母 Imperial Gold 栗毛 1945 | 母の父Ninth Duke 1933             | Goddess of Mirth                  | Minerva                           |                   |
| 母 Imperial Gold 栗毛 1945 | 母の母Maktoub 鹿毛 1936           | Defoe                             | Hurry On                          | Hurry On          |
| 母 Imperial Gold 栗毛 1945 | 母の母Maktoub 鹿毛 1936           | Defoe                             | Daughter-in-Law                   |                   |
| 母 Imperial Gold 栗毛 1945 | 母の母Maktoub 鹿毛 1936           | Oread                             | Sarto                             | Sarto             |
| 母 Imperial Gold 栗毛 1945 | 母の母Maktoub 鹿毛 1936           | Oread                             | Oriline                           |                   |
| 母系(F-No.)                | (FN:18)                           | (FN:18)                           | (FN:18)                           | [ § 3 ]           |
| 5代内の近親交配            | Hurry On：S3×M4、Blandford：M3×S4 | Hurry On：S3×M4、Blandford：M3×S4 | Hurry On：S3×M4、Blandford：M3×S4 | [ § 4 ]           |
| 出典                       | 1. 2. 3. 4.                       | 1. 2. 3. 4.                       | 1. 2. 3. 4.                       | 1. 2. 3. 4.       |

- 半姉Taringaroa（父Admiral's Luck）は1951年マナワツサイヤーズプロデュースステークス勝ち馬。